# Geneviève Laporte
Geneviève Laporte, Ehename Geneviève Laporte de Pierrebourg, (* 1926 in Paris; † 31. März 2012) war eine französische Schriftstellerin, Dichterin und Filmemacherin. Bekannt wurde sie Anfang der 1950er Jahre auch als Modell auf einigen Werken und als Geliebte von Pablo Picasso.

## Leben
Geneviève Laporte war eine 17-jährige Schülerin, als sie Picasso im Zweiten Weltkrieg im Jahr 1944 für ihre Schülerzeitung in Paris interviewte. Zu dieser Zeit war sie bereits der Résistance beigetreten. 1951 traf sie nach einem Aufenthalt in den Vereinigten Staaten den fast fünfzig Jahre älteren Künstler erneut, der noch mit Françoise Gilot liiert war und mit ihr zwei Kinder hatte. Laporte ging eine zunächst geheimgehaltene Affäre mit Picasso ein und verbrachte den Sommer mit ihm und dem Ehepaar Éluard in Saint Tropez. Es entstanden Zeichnungen und Gemälde von ihr, die manche Kunsthistoriker als die „Periode Geneviève“ oder „Sanfte Periode“ bezeichnen. Zwei Jahre später – Gilot hatte ihn verlassen – machte Picasso ihr den Vorschlag, zu ihm an die Französische Riviera zu ziehen, was sie ablehnte. 
1959 heiratete sie  Olivier de Pierrebourg, ebenfalls ein früheres Mitglied der Résistance, und hatte mit ihm einen Sohn.
Geneviève Laporte starb am 31. März 2012 im Alter von 86 Jahren und ruht auf dem Friedhof von Bousselargue der Gemeinde Blesle.

## Wirken als Regisseurin und Autorin
Laporte drehte 18 Dokumentarfilme in Afrika und publizierte unter anderem über Pablo Picasso. Der erste Band davon erschien 1973 kurz nach dem Tod Picassos unter dem Titel Si tard le soir le soleil brille. 1999 gewann sie einen Preis der Académie française für einen Gedichtband.

## Bedeutung im Kunsthandel
Im Juni 2005 ließ Laporte auf einer Auktion in Paris 20 Werke versteigern, die hauptsächlich als Motive Picassos Porträts von ihr zeigen. Der Erlös von 1,54 Millionen Euro kam der von ihr wenig später gegründeten Stiftung „Genevieve Laporte de Pierrebourg, pour la defense de la nature et des animaux“ zugute.

## Veröffentlichungen (Auswahl)
- Les Cavaliers d’ombre, poèmes, illustriert von Pablo Picasso, Vorwort von Jacques Audiberti. Éditions d’art J. Foret, Paris 1954
- Sous le manteau de feu, poèmes, illustriert von Jean Cocteau, Vorwort von Armand Lanoux. Éditions d’art J. Foret, Paris 1955
- Poèmes, illustriert von Pablo Picasso und Jean Cocteau. Éditions d’art J. Foret, Paris 1956
- Si tard le soir le soleil brille. Éditions Plon, Paris 1973
- Le Soleil ébloui, poèmes, illustriert von Pablo Picasso. Éditions Plon, Paris 1978
- Un amour secret de Picasso. Éditions du Rocher, Paris 1989
- La Sublime Porte des songes. Éditions du Rocher, Paris 1997 (ausgezeichnet mit dem „Prix de poésie“ der Académie française, 1999)
- L’Enfant-Loup et autres contes. Éditions du Rocher, Paris 2000
- Du petit Pablo au grand Picasso. Éditions du Rocher, Paris 2003
- Le Grand Picasso. Éditions du Rocher, Paris 2004
- Du petit Wolfgang au grand Mozart. Éditions du Rocher, Paris 2006
- Dans le cœur de Pablo Picasso. Éditions du Rocher, Paris 2008